# Coon
Pour les articles homonymes, voir Coon (homonymie).
Dans la mythologie grecque, Coon (en grec ancien Κόων / Kóôn) est un noble troyen, l'un des dix-neuf fils d'Anténor.

## Mythe
Comme ses frères, il participe à la guerre de Troie. Chez Homère, quand son frère Iphidamas est tué par Agamemnon durant son aristie (accès de fureur héroïque), Coon s'élance et blesse le roi grec de sa pique. Il saisit ensuite les pieds de son frère pour traîner le cadavre hors du combat, et appelle à lui les Troyens. Cependant, Agamemnon, sorti de son étourdissement, le frappe à son tour de sa lance avant de lui trancher la tête.
Le combat d'Agamemnon contre Coon est représenté sur le coffre de Cypsélos, œuvre du VIe siècle av. J.-C., aujourd'hui perdue mais décrite par Pausanias. La scène est identifiée par les inscriptions. Au-dessus du corps d'Iphidamas, on peut lire :

« Ἰφιδάμας οὗτός τε Κόων περιμάρναται αὐτοῦ

Iphidámas hoũtós te Kóôn perimárnatai autoũ »

« Voici Iphidamas, et voici Coon qui se bat pour lui »

Sur le bouclier d'Agamemnon, on lit :

« οὗτος μὲν Φόϐος ἐστὶ βροτῶν, ὁ δ' ἔχων Ἀγαμέμνων

hoũtos mèn Phóbos estì brotỗn, ho d'ékhôn Agamémnôn »

« Voici la Terreur des mortels, et celui qui la porte est Agamemnon »

Dans la tradition non homérique, Coon est épargné avec toute sa famille pendant le sac de Troie, en remerciement pour la bonne action d'Anténor, qui n'avait pas dénoncé Ulysse déguisé dans Troie (voir Anténor).

## Sources
- Homère, Iliade [détail des éditions] [lire en ligne] (XI, 216-263).
- Pausanias, Description de la Grèce [détail des éditions] [lire en ligne] (V, 17, 5-19).